# 鲍氏大楼
鲍氏大楼，位于江苏省盐城市东台市安丰镇王家巷1号，1995年4月列为中华人民共和国江苏省文物保护单位。
鲍氏大楼建于清道光30年（1850年），是徽州歙县棠樾徽商鲍志远家族的产业，为鲍家大院建筑群（3300平方米）的一部分，具有明显的徽派建筑特色。
1995年4月19日，鲍氏大楼列为江苏省文物保护单位，是一座古建筑及历史纪念建筑物。